# 다카시촌 (아이치현)
다카시촌(高師村)은 아이치현 아쓰미군에 설치되었던 촌이다. 현재의 도요하시시 남부에 해당한다.